# Like You'll Never See Me Again
"Like You'll Never See Me Again" is een nummer geschreven en gezongen door de Amerikaanse singer songwriter Alicia Keys, geproduceerd voor haar derde studioalbum As I Am (2007). Het nummer werd in de Verenigde Staten al uitgebracht in november 2007, Nederland kwam pas aan de beurt in februari 2008.
Van het nummer bestaat een remix, gemaakt door Ludacris.

## Videoclip
De videoclip van Like You'll Never See Me Again werd geregisseerd door Diane Martel. Ook rapper Common is in de clip te zien als de man op wie Keys verliefd is, maar kritiek gewond raakt tijdens een motorongeluk. De clip vertelt het verhaal achteruit, waarna de kijker leert dat het stel ruzie heeft gehad. De clip ging in première op 13 november 2007.

## Tracklist
Amerikaanse cd-promotiesingle
1. "Like You'll Never See Me Again" (radioversie) – 4:07
2. "Like You'll Never See Me Again" (instrumentaal) – 5:14
3. "Like You'll Never See Me Again" (Call Out Hook) – 0:10

Britse cd-single
1. "Like You'll Never See Me Again" (albumversie) – 5:15
2. "Like You'll Never See Me Again" (Seiji Club-mix) - 6:56

## Hitnotering
Het nummer had in Nederland een erg trage start. Na drie weken in de Tipparade (waarin dertig nummers staan) stond het nummer pas op #19. Toen werd het op Radio 538 verkozen tot Alarmschijf, waardoor het sneller doorsteeg. Ook in andere landen heeft het nummer niet het grote succes zoals voorganger No One wel had. In de UK Singles Chart kwam het nummer slechts binnen op nummer 53, en ook in de Billboard Hot 100 werd de top 10 niet gehaald. Wel werd een eerste plek behaald in de Hot R&B/Hip Hop Songs-chart.
| "Like You'll Never See Me Again" in de Nederlandse Top 40 - binnen 22 maart 2008 | "Like You'll Never See Me Again" in de Nederlandse Top 40 - binnen 22 maart 2008 | "Like You'll Never See Me Again" in de Nederlandse Top 40 - binnen 22 maart 2008 | "Like You'll Never See Me Again" in de Nederlandse Top 40 - binnen 22 maart 2008 | "Like You'll Never See Me Again" in de Nederlandse Top 40 - binnen 22 maart 2008 | "Like You'll Never See Me Again" in de Nederlandse Top 40 - binnen 22 maart 2008 | "Like You'll Never See Me Again" in de Nederlandse Top 40 - binnen 22 maart 2008 |
| Week                                                                             | 1                                                                                | 2                                                                                | 3                                                                                | 4                                                                                | 5                                                                                | 6                                                                                |
| -------------------------------------------------------------------------------- | -------------------------------------------------------------------------------- | -------------------------------------------------------------------------------- | -------------------------------------------------------------------------------- | -------------------------------------------------------------------------------- | -------------------------------------------------------------------------------- | -------------------------------------------------------------------------------- |
| Nummer                                                                           | 30                                                                               | 23                                                                               | 20                                                                               | 25                                                                               | 33                                                                               | uit                                                                              |